# Christofor Plijew
Christofor Sosłanowicz Plijew (ros. Христофо́р Сосла́нович Пли́ев; ur. 20 stycznia 1923 w Ruk, zm. 1995 we Władykaukazie) – osetyjski i radziecki kompozytor.

## Życiorys
Absolwent Konserwatorium Moskiewskiego, Zasłużony Działacz Sztuk RFSRR, autor pierwszej osetyjskiej opery Kosta.

## Wybrane kompozycje

### Opery
- Kosta – 1960

### Operetki
- Wiosenna pieśń – 1957
- Trzech przyjaciół – 1962
- Pan młody uciekł – 1964

### Oratoria
- Rozkwitaj, moja Osetio – 1969